# تام کیو
تام کیو (انگلیسی: Tom Cave؛ زادهٔ ۱۶ نوامبر ۱۹۹۱) راننده رالی اهل بریتانیا است.
او پسر پیتر کیو راننده رالی باشگاهی است، او اولین راننده کم‌سن بین‌المللی رالی بریتانیا است که گواهینامه رالی بین‌المللی خود را که در لتونی در سن ۱۶ سالگی به دست آورده است.